# Phytomyza aconitella
Phytomyza aconitella är en tvåvingeart som beskrevs av Friedrich Georg Hendel 1934. Phytomyza aconitella ingår i släktet Phytomyza och familjen minerarflugor.
Artens utbredningsområde är Österrike. Inga underarter finns listade i Catalogue of Life.